# José María Romero de Tejada
José María Romero de Tejada Gómez (Barcelona, 15 de agosto de 1948-27 de noviembre de 2017) fue un jurista y fiscal español. Fue nombrado fiscal superior de Cataluña en 2013, cargo que ocupó hasta su fallecimiento. Considerado fiscal conservador por su pertenencia a la Asociación de Fiscales.

## Biografía
Estudió Derecho en la Universidad de Barcelona (1965-1970), centro donde —al margen de su labor profesional— continuó ejerciendo como profesor asociado de derecho penal desde 1978. Cuando tenía 25 años entró en la escuela judicial.

### Fiscal
En septiembre de 1974 accedió a la carrera fiscal y su primer destino fue Palma de Mallorca, sede de la Fiscalía de la Audiencia Territorial de las islas Baleares. Pocos meses después se trasladó a la Fiscalía de la Audiencia Territorial de Barcelona. 
En la década de 1980 se posicionó a favor de las actuaciones del entonces fiscal anticorrupción, Carlos Jiménez Villarejo, en el caso de Banca Catalana.
En 1994 fue nombrado coordinador territorial de la Fiscalía de Barcelona. En 1996, presidente de la comisión de Asistencia Jurídica Gratuita. En febrero de 1997, teniente fiscal del Tribunal Superior de Justicia de Cataluña. En enero de 2008, tomó posesión como teniente fiscal de la Fiscalía Superior de Cataluña.
Fue nombrado fiscal superior de la Fiscalía de Cataluña en julio de 2013, después de que el fiscal general del Estado Eduardo Torres-Dulce obligara a dimitir a Martín Rodríguez Sol por defender la celebración de la consulta sobre la independencia de Cataluña.
Por orden de Eduardo Torres-Dulce Lifante, presentó la querella contra Mas, Ortega y Rigau por la consulta del 9 de noviembre, cuando los fiscales catalanes, en junta extraordinaria, habían considerado que no debía presentarse.
El 23 de septiembre de 2017, intentó colocar al teniente coronel Diego Pérez de los Cobos Orihuel como jefe de los cuerpos y fuerzas de seguridad del Estado en Cataluña, incluidos los Mozos de Escuadra –paralelamente a la Operación Anubis– cuando el gobierno español intentaba frenar el referéndum de autodeterminación del 1 de octubre. El 25 de septiembre, ordenó a los Mozos de Escuadra que acudieran a todos los colegios electorales en busca de urnas y para advertir a sus responsables de que era delito ceder esos locales. Además, presentó querellas ante el Tribunal Superior de Justicia de Cataluña contra el presidente de la Generalidad, Carles Puigdemont, y su gobierno de Cataluña, y contra la mesa del parlamento de Cataluña por el proceso soberanista.

### Fallecimiento
Murió el 27 de noviembre de 2017 por la leucemia que padecía, agravada por una neumonía. Casualmente, su fallecimiento se produjo justo una semana después de la repentina muerte del fiscal general del Estado, José Manuel Maza.